# Anthene kampala
Anthene kampala är en fjärilsart som beskrevs av Bethune-Baker 1910. Anthene kampala ingår i släktet Anthene och familjen juvelvingar. Inga underarter finns listade i Catalogue of Life.